# Type 97 (metralhadora aérea)
A metralhadora aérea Type 97 (九七式七粍七固定機銃) era a metralhadora fixa padrão em aeronaves da Marinha Imperial Japonesa durante a Segunda Guerra Mundial. Esta arma não estava relacionada com a metralhadora Type 97 usada pelo Exército Imperial Japonês em veículos blindados.

## Projeto
A 'metralhadora aérea Type 97 da marinha' era semelhante à 'metralhadora Type 89 do exército', sendo uma cópia licenciada da metralhadora Vickers Classe E. Era altamente adequada para sincronização e foi usada como armamento de capota no A6M Zero. No entanto, a Type 97 permaneceu com câmara para o cartucho britânico de 0,303 pol. (7,7 mm) e a Type 89 com câmara para um novo cartucho de 0,303 pol. (7,7 mm) desenvolvido no Japão, tornando sua munição não intercambiável.

## Implantação
A Type 97 entrou em serviço em 1937 e foi usada no Nakajima B6N, Yokosuka K5Y, Yokosuka D4Y, Aichi D3A, Aichi E16A, Kawanishi E7K, Kawanishi N1K e seu derivado terrestre, o N1K-J, Mitsubishi J2M, Mitsubishi F1M2, além do Mitsubishi A6M Zero e seu derivado de hidroavião, o Nakajima A6M2-N. A Type 97 também tem sido usada pelas tropas terrestres com modificações, adicionando bipé e empunhadura de pá.